# Hebron (Northumberland)
Hebron é uma vila e paróquia civil a 2 mi (3.2 km) ao norte de Morpeth, no condado de Northumberland, Inglaterra. Em 2011 a paróquia tinha uma população de 422 pessoas. Faz fronteira com Longhirst, Meldon, Mitford, Morpeth, Netherwitton, Pegswood, Tritlington e West Chevington e Ulgham. Até abril de 2009 a paróquia situava-se no distrito de Castle Morpeth.

## Ponto de interesse
Existem 9 edifícios listados em Hebron. A paróquia tem também uma igreja dedicada a St Cuthbert.

## História
O nome "Hebron" significa 'O alto cemitério'. A paróquia incluía os townships de Causey Park, Cockle Park, Earsdon, Earsdon Forest, Fenrother e Tritlington. A 1 de abril de 1955, as paróquias de Benridge, Cockle Park e High and Low Highlaws foram abolidas e fundidas com Hebron.